# Véronique Hammerer
Pour les articles homonymes, voir Hammerer.
Véronique Hammerer, née le 4 novembre 1968 à Dax, est une femme politique française, membre de Renaissance. Elle est élue députée pour la onzième circonscription de la Gironde en 2017 et conseillère régionale de la Nouvelle-Aquitaine en 2021.
Après la réélection d'Emmanuel Macron, elle se représente aux élections législatives de 2022 sous l'étiquette Ensemble dans sa circonscription et sera finalement battue par Edwige Diaz, candidate du Rassemblement National le 19 juin 2022.
Elle est Chevalière de l'Ordre National du Mérite depuis 2024 au nom de son engagement en faveur de la lutte contre les violences faîtes aux femmes.

## Biographie

### Études et carrière professionnelle
Assistante sociale de formation et détentrice d’un master en développement des territoires et ingénierie de projets, Véronique Hammerer a exercé cette profession à la Mutualité sociale des Landes.
Elle a également été directrice du centre intercommunal d'action sociale (CIAS) de la communauté de communes Latitude Nord Gironde. Elle rejoint en 2024 un poste à responsabilité au sein du Groupe Alogia, spécialisé dans l'accompagnement de seniors.

## Parcours politique
Véronique Hammerer est conseillère municipale de Comps depuis 2014.
À l'occasion des élections législatives de 2017, elle est investie par La République en marche dans la onzième circonscription de la Gironde, où le député socialiste sortant Philippe Plisson ne se représente pas. La circonscription est considérée comme la plus susceptible du département de basculer vers le Front national, ayant voté à 47,54 % pour Marine Le Pen à l'élection présidentielle. Véronique Hammerer arrive en tête du premier tour avec 27,79 % des suffrages, devant la frontiste Edwige Diaz à 23,65 %. Le 18 juin 2017, elle est élue députée avec 57,02 % des voix face à la candidate du FN,.
Elle organise des ateliers citoyens sur le thème de la mobilité.
En 2018, elle organise aux côtés du député Raphaël Gérard un débat sur l'implantation d'un champ éolien le long de l'Estuaire de la Gironde et se positionne contre cette démarche.
Lors du Grand Débat National, elle reçoit des Gilets Jaunes et organise des ateliers d'échanges pour recueillir les propos des habitants,,
En 2019, elle soutient la création d'un « Village des marques » à Coutras.
En 2021, elle participe à l'élaboration du Ségur de la santé qui permet de dégager 8 millions d'euros de subventions pour l'hôpital de Blaye. Cet investissement par l'État permet à l'unité hospitalière de réhabiliter sa maternité, de moderniser ses unités de soins, ainsi que l’installation d’un IRM inauguré en 2023,
En 2021, elle se présente en seconde position sur la liste « L'Union fait la région » menée par Geneviève Darrieussecq aux élections régionales de Nouvelle-Aquitaine des 20 et 27 juin 2021 et est élue conseillère régionale de la région Nouvelle-Aquitaine.
En 2022, elle est candidate aux élections législatives de 2022 pour Ensemble dans la onzième circonscription de la Gironde. Elle obtient 23,72% des voix au premier tour, puis 41,30% au second tour, perdant face à Edwige Diaz du RN. Candidate à nouveau lors des élections législatives anticipées 2024, elle arrive en seconde position et s'incline face à la députée sortante.
En 2024 elle rejoint le Conseil National de Renaissance présidé par l'ancien premier ministre Gabriel Attal,.
En 2025, le débat sur la fin de vie est relancée et s'exprime en estimant que la France procrastine sur le sujet depuis trente ans.

## Décoration
- Chevalier de l'ordre national du Mérite (nommée par décret du 7 juin 2024[22])

## Polémiques
Lors d'un interview au journal Sud Ouest en 2017 à propos de sa déclaration d'intérêts qui omettrait certains éléments, Véronique Hammerer a regretté devoir se séparer de sa Coccinelle décapotable pour ne pas provoquer de « réflexions ». À la suite de cet évènement couvert par la presse nationale et internationale, Christophe Castaner a notamment jugé ce comportement « inacceptable », bien qu'il a tenu à saluer « l'amélioration technique spectaculaire » des députés « qui avaient une vie organisée et qui tombent dans un véritable tourbillon »,.

## Synthèse des mandats
- Conseillère Municipale de Comps depuis le 30 mars 2014 :
- Députée de la onzième circonscription de la Gironde du 21 juin 2017 au 21 juin 2022 :
- Commissaire au Haut Conseil à l'Égalité de 2017 à 2019
- Conseillère régionale de Nouvelle-Aquitaine depuis le 2 juillet 2021
- Membre du Conseil National de Renaissance depuis le 08 décembre 2024